# 최강 퍼레퍼레이드
《최강 퍼레퍼레이드》(最強パレパレード 사이쿄 파레파레도[*])는 히라노 아야, 치하라 미노리, 고토 유코의 두 번째 싱글이다. 2006년 11월 22일 란티스에서 발매되었다.

## 수록곡
1. 《最強パレパレード》 (최강 퍼레퍼레이드)  (4:20)
2. 《運命的事件の幸福》 (운명적 사건의 행복) (4:33)
3. 《最強パレパレード》 (off vocal) (4:20)
4. 《運命的事件の幸福》 (off vocal) (4:33)

## 그 외
- 《최강 퍼레퍼레이드》의 일부분은 모스 부호로 "SOS"를 가리키는 〈・・・－－－・・・〉 리듬으로 구성되어 있다.
- 《하레하레 유카이》와 마찬가지로 안무가 존재하며, 스즈미야 하루히의 격주에서 히라노 아야, 치하라 미노리, 고토 유코가 직접 선보였다. DVD 예고에도 아주 약간 나와있다.